# Special Night Squads

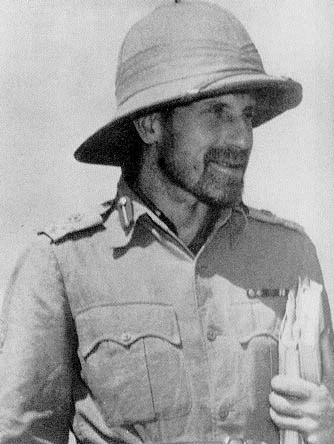
Orde Charles Wingate

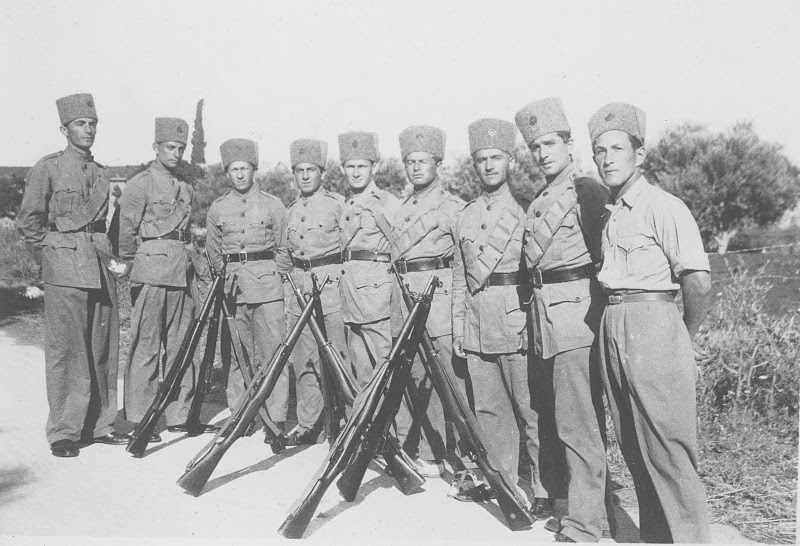
Mitglieder der Special Night Squad

Die Special Night Squads (SNS) waren eine 1936 vom britischen Militäroffizier Orde Wingate aus britischen Soldaten und Mitgliedern der Jewish Settlement Police gebildete paramilitärische Kommandoeinheit. Sie wurde auf Wingates Initiative gegründet, operierte im britischen Mandatsterritorium Palästina während des arabischen Aufstands und wurde 1938 wieder aufgelöst.
Die Einheit umfasste rund 200 Soldaten und operierte zur Bekämpfung des arabischen Aufstands in Galiläa. Rund 150 Soldaten waren Juden. Die Jewish Agency leistete einen Beitrag zur Finanzierung des Verbandes und sah die Einheit als eine Möglichkeit, militärische Expertise zu erlangen.
Wingate suchte die Mitglieder der SNS persönlich aus den Reihen der Notrim aus und trainierte sie. Unter den Ausgewählten befanden sich Persönlichkeiten wie Mosche Dajan und Jigal Allon. Weil von den britischen Behörden praktisch keine Hilfe kam, arbeitete Wingate illegal mit der Hagana zusammen und verstärkte die SNS mit Leuten aus der FO’SH.
Die SNS war sehr erfolgreich im Verhindern von Anschlägen der arabischen Guerillatruppe auf die Pipeline der Iraq Petroleum Company. Wingate glaubte an das Prinzip der „Überraschung und Bestrafung“, welches darauf abzielte, die Aufständischen in ihren Dörfern einzusperren. So kam es mehr als einmal vor, dass Wingate Aufrührer in einer Reihe Aufstellung nehmen ließ und sie dann erschoss. Auf dem Trainingsplan der SNS standen unter anderem Trainingseinheiten wie „Wie töte ich jemanden ohne Bedenken“ sowie diverse Foltermethoden, um an Informationen zu gelangen.
Die SNS galt bei den Arabern als rücksichtslos und brutal und war deshalb bei diesen sehr gefürchtet. Sie beklagten sich bei den britischen Behörden über die brutalen Methoden, die Wingate bei seinen „Strafexpeditionen“ anwendete. Auf der anderen Seite war Wingate bei der jüdischen Bevölkerung Galiläas „als der ‚Yedid‘, der Freund, bekannt“, da aufgrund seiner militärischen Erfolge die Gefährdung ihrer Dörfer dort abnahm.
Arabisch-beduinische Soldaten der britischen Field Squads bezeichneten seine Kampfmethoden als gnadenlos und bösartig. Wingate wurde für die Engländer zu einem Sicherheitsrisiko. Die SNS wurde deshalb 1938 aufgelöst und Wingate – vor allem wegen seiner prozionistischen Einstellung – auf einen Posten außerhalb Palästinas versetzt. In seinen Ausweis wurde der Eintrag „Keine Befugnis zur Einreise nach Palästina“ gestempelt. Auch Teile der jüdischen politischen Führung, so Mosche Scharet, sahen die Einheit aufgrund ihrer gewalttätigen Vorgehensweise als kontraproduktiv.

“The operations came more frequently and became more ruthless. The Arabs complained to the British about Wingate's brutality and harsh punitive methods. Even members of the field squads complained… that during the raids on Bedouin encampments Wingate would behave with extreme viciousness and fire mercilessly. Wingate believed in the principle of surprise in punishment, which was designed to confine the gangs to their villages. More than once he had lined rioters up in a row and shot them in cold blood. Wingate did not try to justify himself; weapons and war cannot be pure.”

„Die Operationen häuften sich und wurden rücksichtsloser. Die Araber beklagten sich bei den Briten über Wingates Brutalität und harte Strafmethoden. Selbst Mitglieder der Notrim Feldkommandos beschwerten sich … dass sich Wingate während der Überfälle auf Beduinenlagern mit extremer Bösartigkeit vorging und gnadenlos geschossen wurde. Wingate glaubte an das Prinzip der Überraschung in der Bestrafung, das die Banden in ihren Dörfer binden sollte. Mehr als einmal liess er Randalierer aufreihen und kaltblütig erschiessen. Wingate versuchte nicht, sich zu rechtfertigen; Waffen und Krieg könnten nicht rein sein.“

Feldmarschall Montgomery bezeichnete Wingate 1966 gegenüber Mosche Dajan euphemistisch als „geistig unausgeglichen“.